# Manuel Salvador dos Ramos
Manuel Salvador dos Ramos, né en 1956, est un homme politique santoméen.
Il est ambassadeur au Gabon et en Angola, avant d'occuper la fonction de ministre des Affaires étrangères de 2010 à 2012 puis de 2014 à 2016.
Il participe à la fondation du Mouvement Basta, constitué du Parti de convergence démocratique – Groupe de réflexion et de dissidents de l'Action démocratique indépendante, qu'il conduit aux élections législatives de 2022. Il ne parvient toutefois pas à être élu.